# Oceanotitan dantasi
Oceanotitan dantasi es la única especie conocida del género extinto Oceanotitan de dinosaurio saurópodo titanosauriforme, que vivió a finales del período Jurásico, hace aproximadamente 152 millones de años en el Kimmeridgiense, en lo que es hoy Europa. Sus restos se han descubiertos en rocas procedentes de la Formación Praia da Amoreira-Porto Novo en Portugal. El holotipo consiste en la escápula, casi toda la pelvis, una pierna completa sin los dedos y nueve vértebras caudales.